# (529) Прециоза
(529) Прециоза (исп. Preziosa) — астероид главного пояса, который принадлежит к спектральному классу S. Он был открыт 20 марта 1904 года немецким астрономом Максом Вольфом в Обсерватории Хайдельберг-Кёнигштуль. Назван в честь героини Назидательных новелл Мигеля де Сервантеса (по другой версии он получил имя по названию пьесы Пия Александра Вольфа, написанной в 1810 году, по которой Карл Мария фон Вебер написал оперу с тем же названием).
Относится к астероидам семейства Эос.